# Ken Leek
Kenneth Leek, plus connu sous le nom de Ken Leek (né le 26 juillet 1935 à Ynysybwl au Pays de Galles et décédé le 19 novembre 2007 à Daventry en Angleterre) est un joueur de football international gallois, qui évoluait au poste d'attaquant.

## Biographie

### Carrière en club
Avec le club de Birmingham City, il remporte une Coupe de la Ligue.

### Carrière en sélection
Avec l'équipe du Pays de Galles, il joue 13 matchs (pour 5 buts inscrits) entre 1960 et 1965. 
Il joue son premier match en équipe nationale le 22 octobre 1960 contre l'Écosse, et son dernier le 17 mars 1965 contre la Grèce. Le 3 octobre 1964, il inscrit un doublé contre l'équipe d'Écosse à l'occasion du British Home Championship.
Il figure dans le groupe des sélectionnés lors de la Coupe du monde de 1958, sans jouer de matchs lors de cette compétition. Il dispute toutefois 4 matchs comptant pour les qualifications des coupes du monde 1962 et 1966.

## Palmarès
| Leicester City - Coupe d'Angleterre : - Finaliste: 1960-61. |  | Birmingham City - Coupe de la Ligue anglaise (1) : - Vainqueur : 1962-63. |  | Northampton Town - Championnat d'Angleterre D2 : - Vice-champion : 1964-65. |